# Sciara dives
Sciara dives là một ruồi trong họ Sciaridae, thuộc chi Sciara. Loài này được Johannsen miêu tả khoa học đầu tiên năm 1912.